# 二马路街道
二马路街道，是中华人民共和国黑龙江省双鸭山市尖山区下辖的一个乡镇级行政单位。

## 行政区划
二马路街道下辖以下地区：
春城社区、吉星社区、春光社区和春晖社区。